# Bandeira de Florida (departamento)
A Bandeira de Florida é um dos símbolos oficiais do Departamento de Florida, uma subdivisão do Uruguai. Foi criada por María E. Echeverria Duro, vencedora de um concurso do departamento. Foi oficializada em 6 de setembro de 1990.
Seu desenho consiste de um retângulo de proporção largura-comprimento de 2:3 com um fundo branco. Sobre o fundo estão três listras vermelhas, sendo duas horizontais e uma vertical. Uma das faixas horizontais é mais grossa e apresenta 1/4 da largura total da bandeira e está localizada a 1/8 da parte superior. A segunda faixa horizontal é de 1/20 da largura total e está a 1/40 de distância da faixa vermelha superior. A faixa vertical é de mesma largura da faixa vermelha superior e está a uma distância de 1/8 do lado esquerdo (lado do mastro) do comprimento total da bandeira.
Na intesecção das faixas vermelhas se encontra o Brasão do Departamento.

## Simbolismo
- O branco representa a pureza, a liberdade e a integridade;
- O vermelho a fortaleza e o valor;

Além disso os características retilíneas das mesmas representam a firmeza.